# Liebe und Zorn (2024)
Liebe und Zorn ist ein Dokumentarfilm von Thomas Knauf, Peter Kahane, Lars Barthel, Hannes Schönemann, Ralf Marschalleck und Gabriele Denecke von 2024.

## Inhalt
Die sechs Regisseure erzählen von ihren Erlebnissen zur Zeit der Wende und in den folgenden Jahren, mit Veränderungen, neuen Möglichkeiten und Enttäuschungen.

## Hintergründe
Die sechs ostdeutschen Regisseure der Jahrgänge 1946 bis 1953, kennen sich seit ihrem gemeinsamen Studium an der Filmhochschule Babelsberg, ebenso der Kameramann Thomas Plenert und die Schnittmeisterin Gudrun Steinbrück-Plenert.
2015 hatten sie bereits einen gemeinsamen Film Als wir die Zukunft waren gemacht, in dem sie über ihre Kindheit und Jugend in der DDR berichtet hatten.
Der Film Liebe und Zorn wurde am 3. Mai 2024 zuerst beim Filmkunstfest Mecklenburg-Vorpommern in Schwerin im Wettbewerbsprogramm gezeigt und am 2. Oktober 2024 (am Vorabend des Tages der deutschen Einheit) im RBB.